# Соловьёв, Валентин Петрович
Валенти́н Петро́вич Соловьёв (12 октября 1941, Большая Сюга, Большеучинский район, Удмуртская АССР — 13 июля 2018) — машинист экскаватора разреза имени 50-летия Октября производственного объединения «Кемеровоуголь», Кемеровская область, Герой Социалистического Труда.

## Биография
Родился 12 октября 1941 года в деревне Большая Сюга Больше-Учинского района Удмуртской АССР (ныне Можгинского района Удмуртии). Окончил 8 классов сельской школы. В 1958—1960 годах обучался в Коркинском горнопромышленном училище № 2.
Трудовую деятельность начал в 1960 году помощником машиниста экскаватора участка № 5 управления механизации треста «Челябинскшахтострой» Челябинского совнархоза. С 1961 по 1964 годы проходил срочную служил в рядах Советской Армии. Окончил 11 классов филиала средней школы при воинской части. После демобилизации вернулся домой. Продолжил работать по специальности — помощником машиниста, машинистом экскаватора разреза № 1 треста «Коркинуголь».
В 1971 году с бригадой экскаваторщиков, имевших уже опыт работы на карьерной технике, переехал в Кузбасс. Стал работать на угольном разрезе 50-летия Октября производственного объединения «Кемеровоуголь». На новом месте бригада получила незнакомый экскаватор ЭКГ-4,6 У, машину пришлось осваивать сходу. Через пять месяцев Соловьёва избрали бригадиром и дали новый экскаватор — ЭКГ-8И «Новинка». Бригада самостоятельно провела сборку и наладку машины. На следующий год бригада переработала два миллиона кубов горной массы, результат по тем временам рекордный. В 1974 году Соловьев вступил в КПСС.
Комсомольско-молодёжная бригада Валентина Соловьёва со временем стала одной из самых сплочённых на разрезе. На её счету — пять всесоюзных рекордов производительности экскаватора. В 1976 году коллектив на ЭКГ-8И достиг наивысшего годового объёма по вскрыше и доставил на железнодорожный транспорт 2637 тысяч кубометров породы.
В 1978 году в коллективе участка № 8 родился почин «От высокой культуры производства к высокой производительности труда», эксплуатировать технику с наивысшей отдачей. Бригада под руководством В. П. Соловьева выполнила пятилетку за три с половиной года, установила шесть мировых рекордов производительности своего экскаватора среди аналогичных марок машин. Высоких результатов добился его экипаж и в 1980 году — переработал за год 2276 тысяч кубометров горной массы.
За годы 11-й пятилетки коллективом бригады было отгружено на железнодорожный транспорт 10 млн кубометров горной массы, в том числе в 1985 году 2100 тысяч кубометров. Социалистические обязательства были выполнены на 103 %. Пятилетний план был выполнен к 30 июня 1985 года.
Указом Президиума Верховного Совета СССР от 29 апреля 1986 года за выдающиеся производственные достижения, досрочное выполнение заданий одиннадцатой пятилетки и социалистических обязательств по добыче угля и проявленный трудовой героизм Соловьёву Валентину Петровичу было присвоено звание Героя Социалистического Труда с вручением ордена Ленина и золотой медали «Серп и Молот».
Доработав до пенсии, с общим стажем работы в угольной промышленности 40 лет, в 1996 году он ушёл помощником на другой экскаватор. Окончательно ушёл на заслуженный отдых в 2001 году.
Активно участвовал в общественной жизни, возглавлял Совет бригадиров. Избирался депутатом Верховного Совета РСФСР 10 — 11 созывов.
Жил в городе Белово Кемеровской области. Скончался 13 июля 2018 года.

## Награды
Награждён двумя орденами Ленина, Трудового Красного Знамени, медалями. Присвоены звания «Заслуженный шахтёр РСФСР», «Заслуженный работник Минтопэнерго РФ». Полный кавалер знака «Шахтёрская слава».